# The Arrival (album Hypocrisy)
The Arrival – dziewiąty album studyjny szwedzkiej grupy muzycznej Hypocrisy. Płyta została wydana 16 lutego 2004 roku nakładem wytwórni muzycznej Nuclear Blast. Nagrania promował teledysk do utworu "Eraser".
Wydawnictwo zadebiutowało na 71. miejscu austriackiej listy sprzedaży.

## Lista utworów
1. "Born Dead Buried Alive" (Swanö, Tägtgren) - 4:10
2. "Eraser" (Hedlund, Szöke, Tägtgren) - 4:27
3. "Stillborn" (Hedlund, Szöke, Tägtgren) - 3:24
4. "Slave to the Parasites" (Hedlund, Swanö, Szöke, Tägtgren) - 5:02
5. "New World" (Swanö) - 4:11
6. "The Abyss" (Hedlund, Silenoz, Tägtgren) - 4:24
7. "Dead Sky Dawning" (Hedlund, Swanö, Tägtgren) - 4:28
8. "The Departure" (Hedlund, Swanö, Tägtgren) - 5:18
9. "War Within" (Swanö, Tägtgren) - 4:53